# Белоградчикская обсерватория
Белоградчикская обсерватория или Белоградчикская астрономическая обсерватория — болгарская астрономическая обсерватория, управляемая Институтом астрономии Болгарской академии наук. Находится на северо-западе Болгарии у города Белоградчик, у основания Западно-Балканских гор. Второй обсерваторией, управляемой тем же Институтом астрономии, является национальная астрономическая обсерватория Рожен.

## История
Строительством обсерватории занимались группа астрономов-энтузиастов во главе со школьным преподавателем физики и профессором Софийского университета Христо Костовым (1932—1982). Белоградчикская обсерватория стала первой учебной обсерваторией в Болгарии. Церемония открытия состоялась 21 июня 1965 года в присутствии доктора Александра Томова (1930—2009) и Христо Костова, на церемонии присутствовали также такие ведущие болгарские астрономы, как академик Никола Бонев (1898—1979), профессора Малина Попова (1922—2011), Цветан Бончев, Атанас Стригачев и Богомил Ковачев. В 1964—1974 годах обсерватория использовалась как вспомогательная учебная база для отслеживания траекторий движения советских спутников.
В 1960-е годы были достроены дополнительные помещения. Томов, будучи директором с 1964 по 1988 годы, использовал советский опыт в развитии инфраструктуры обсерватории, сотрудничая с советскими астрономами Б.А. Воронцовым-Вельяминовым (автор Морфологического каталога галактиков), А.Г. Масевич, И.Д.Караченцевым и другими членами ГАИШ и АН СССР. В 1976 году управление обсерваторией приняла Болгарская академия наук: Белоградчикская обсерватория стала использоваться исключительно для научных исследований в сотрудничестве с астрономами отделения астрономии физического факультета Софийского университета и членами зарубежных институтов. В 1995 году Институт астрономии стал отдельной структурой, и обсерватория была переоборудована в 1990-е и 2000-е годы (дополнительную башню достроили в 1994 году). Директором обсерватории является Антон Стригачев. В июле 1950? года обсерватория отметила своё 50-летие проведением X ежегодной конференции Болгарского астрономического общества.

## Оборудование

### Телескопы
Первым телескопом обсерватории стал 15-сантиметровый рефлектор Кассегрена производства компании из ГДР Carl Zeiss, а в августе 1969 года его заменил 60-сантиметровый телескоп Кассегрена (также производства Carl Zeiss), установленный на 5-метровой высоте. Первичное фокусное расстояние — 2400 мм, фокусное расстояние телескопа Кассегрена — 7500 мм с относительным отверстием объектива f/12,5. Угол обзора — 20 минут. Также к оборудованию относится небольшой 110-мм рефрактор с фокусным расстоянием 750 мм и углом обзора в 2 градуса. С 1969 по 1980 годы это был крупнейший телескоп на Балканах, уступавший только 2-метровому телескопу RCC из обсерватории Рожен, но и он удерживал этот титул до 2007 года. Стоимость 60-сантиметрового телескопа Кассегрена составляла 200 тысяч болгарских левов. Связи с производителем позволили позднее закупить оборудование и для обсерватории Рожен, которая получила двойной 60-сантиметровый телескоп Кассегрена. Текущий 15-см телескоп используется только для демонстраций. В отдельной башне с 1994 года используется 36-см телескоп Шмидта-Кассегрена.

### Инструменты
В 1973 году был сконструирован первый болгарский одноканальный электрофотомер, установленный на основном приборе и работавший в режиме счётчика фотонов с использованием фотометрической системы фильтров UBV и пять диафграм (0,5 — 5 мм). Спустя несколько лет он был усовершенствован благодаря фотоэлектронному умножителю EMI-9789 QF. В 1997 году модуль предварительного усилителя фотометра был заменён на новый украинского производства и иногда используется для ярких звёзд. С 1997 по 2008 годы использовалась ПЗС-камера FLI PL-9000 производства американской компании Finger Lakes Instrumentation, в составе которой есть чип KAF-9000 с разрешением 3056 x 3056 без бининга и 16-битовым аналого-цифровым преобразователем. Размер пикселя — 12 мкирометров, дающий масштаб в 0,330 угловых секунд на пиксель без бининга и 1 угловую секунду на пиксель при бининге 3 на 3. Обзор — 17' x 17'. Используются стандартные фильтры BVRcIc Джонсона-Кузинса.

## Наблюдения
Первоначально обсерватория использовалась для наблюдения за спутниками: с 1964 по 1974 годы были отслежены траектории более тысячи советских спутников, информация о которых передавалась в советский ЦУП в Москве. В 1970-е и 1980-е годы были проведены фотоэлектрические исследования более чем 200 двойных галактик и мультигалактик. Эффект Холмберга использовался для подтверждения или исключения физических и визуальных систем (бинарных и мультпилетов). Выдающиеся результаты наблюдений Белоградчикской обсерватории были включены в так «Общий каталог фотоэлектрических величин и цветов в системе UBV 3578 галактик ярче 16-й величины V (1936—1982)», составленный Лонго, де Вокулёром и Корвином.
В 1990-е наряду с быстрой звёздной электрофотометрией переменных звёзд обсерватория использовалась для тщательных наблюдений за малым телами Солнечной системы, в том числе и кометы Шумейкеров — Леви 9, столкнувшейся с Юпитером в июле 1994 года. Румынские астрономы использовали обсерваторию для астрометрического проекта, связанного с разработкой космического телескопа Gaia, запущенного в декабре 2013 года. К тому моменту в смежном изолированном отсеке был установлен автоматический сейсмограф, который используют болгарские и румынские сейсмологи.
В настоящее время в поле исследований включены ПЗС-наблюдения за большим диапазоном переменных звёзд, активными ядрами галактик и блазарами. Наблюдения ведут сразу несколько команд в рамках национальных и интернациональных научных проектов. Обсерватория сотрудничает с Крымской астрофизической обсерваторией, обсерваторией Пик Терскол (Россия), Бюраканской астрофизической обсерваторией (Армения), Идской и Хелмосской обсерваториями (Греция), обсерваторией Скалнате Плесо (Словакия), обсерваторией Ондржеёв (Чехия), Пивницкой астрономической обсерваторией (Польша), обсерваториями Сербии, Румынии, Франции, Германии и Индии. Проводятся совместные исследования с обсерваторией Рожен, время наблюдения определяется специальным комитетом.